# Orthosia pluriguttata
Orthosia pluriguttata là một loài bướm đêm trong họ Noctuidae.